# La Tagnière
La Tagnière est une commune française située dans le département de Saône-et-Loire, en région Bourgogne-Franche-Comté.

## Géographie

### Climat
Pour des articles plus généraux, voir Climat de la Bourgogne-Franche-Comté et Climat de Saône-et-Loire.
En 2010, le climat de la commune est de type climat océanique dégradé des plaines du Centre et du Nord, selon une étude du Centre national de la recherche scientifique s'appuyant sur une série de données couvrant la période 1971-2000. En 2020, Météo-France publie une typologie des climats de la France métropolitaine dans laquelle la commune est exposée à un climat océanique altéré et est dans une zone de transition entre les régions climatiques « Lorraine, plateau de Langres, Morvan » et « Centre et contreforts nord du Massif Central ».
Pour la période 1971-2000, la température annuelle moyenne est de 10,6 °C, avec une amplitude thermique annuelle de 16,7 °C. Le cumul annuel moyen de précipitations est de 1 046 mm, avec 13,4 jours de précipitations en janvier et 8 jours en juillet. Pour la période 1991-2020, la température moyenne annuelle observée sur la station météorologique de Météo-France la plus proche, « Saint-Symphorien de Marmagne », sur la commune de Saint-Symphorien-de-Marmagne à 11 km à vol d'oiseau, est de 11,1 °C et le cumul annuel moyen de précipitations est de 974,4 mm. 
La température maximale relevée sur cette station est de 42 °C, atteinte le 18 juillet 1964 ; la température minimale est de −22 °C, atteinte le 16 janvier 1985,,.
Les paramètres climatiques de la commune ont été estimés pour le milieu du siècle (2041-2070) selon différents scénarios d'émission de gaz à effet de serre à partir des nouvelles projections climatiques de référence DRIAS-2020. Ils sont consultables sur un site dédié publié par Météo-France en novembre 2022.

## Urbanisme

### Typologie
Au 1er janvier 2024, La Tagnière est catégorisée commune rurale à habitat très dispersé, selon la nouvelle grille communale de densité à sept niveaux définie par l'Insee en 2022.
Elle est située hors unité urbaine. Par ailleurs la commune fait partie de l'aire d'attraction d'Autun, dont elle est une commune de la couronne,. Cette aire, qui regroupe 42 communes, est catégorisée dans les aires de moins de 50 000 habitants,.

### Occupation des sols
L'occupation des sols de la commune, telle qu'elle ressort de la base de données européenne d’occupation biophysique des sols Corine Land Cover (CLC), est marquée par l'importance des territoires agricoles (65,1 % en 2018), en augmentation par rapport à 1990 (64,2 %). La répartition détaillée en 2018 est la suivante : prairies (46,7 %), forêts (32,9 %), zones agricoles hétérogènes (18,4 %), milieux à végétation arbustive et/ou herbacée (2 %). L'évolution de l’occupation des sols de la commune et de ses infrastructures peut être observée sur les différentes représentations cartographiques du territoire : la carte de Cassini (XVIIIe siècle), la carte d'état-major (1820-1866) et les cartes ou photos aériennes de l'IGN pour la période actuelle (1950 à aujourd'hui).

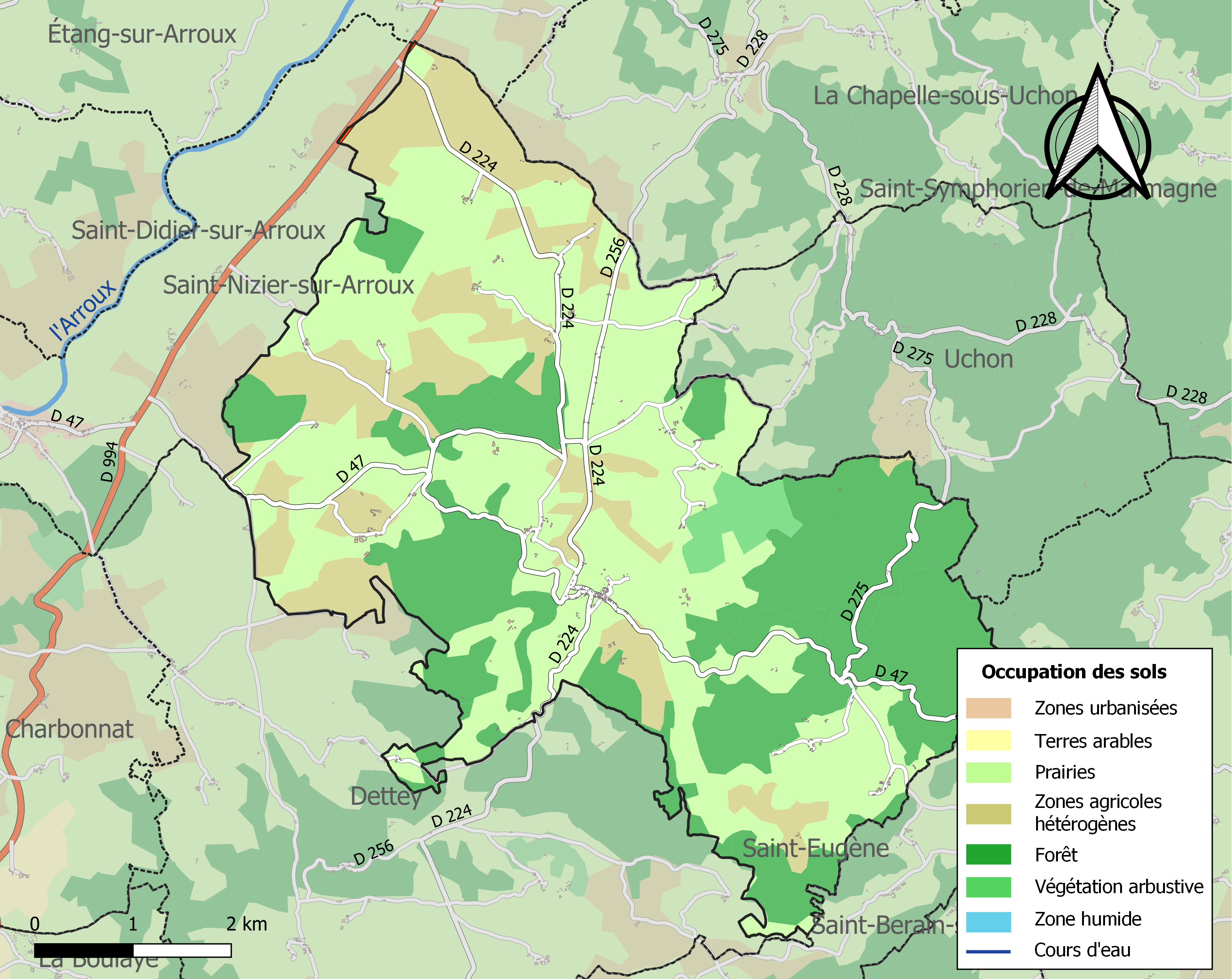
Carte des infrastructures et de l'occupation des sols de la commune en 2018 (CLC).

## Toponymie
Issue du gaulois taxo (blaireau), accompagnée du suffixe -aria, au sens d' « aire, lieu d'abondance », taxo a donné en bas-latin taxonaria qui deviendra, après l’amuïssement du x intervocalique, la « tanière », qui avant d'être celle du loup ou de l'ours était donc celle du blaireau.

## Histoire
Au XVIIe siècle, la paroisse est rattachée à la baronnie de Champignolle, à la suite du démembrement de l’ancienne baronnie d'Uchon. En 1789, elle dépend du  bailliage de Montcenis. Sa population passe de 300 habitants en 1750 à 701 habitants en 1794.

## Politique et administration
| Période                                  | Période       | Identité                               | Étiquette | Qualité |
| ---------------------------------------- | ------------- | -------------------------------------- | --------- | ------- |
| 1er mars 1790                            | 26 mai 1790   | Jean-Baptiste Duverne                  |           |         |
| juin 1790                                |               | Claude Dubois                          |           |         |
| ?                                        | décembre 1815 | Claude Nectoux                         |           |         |
| décembre 1815                            | ?             | Antoine Cochet, dit Cochet de Trélague |           |         |
| 1871                                     | 1893          | Anatole de Charmasse                   |           |         |
| ?                                        | 1900          | Jean-Baptiste Duband                   |           |         |
| 1900                                     | 1900          | François Ravier                        |           |         |
| octobre 1900                             | ?             | Charles Raux                           |           |         |
| 1936                                     | 1944?         | Jules Granger                          |           |         |
| avant 1981                               | 1983          | Michel Bertheau                        | DVG       |         |
| 1983                                     | mars 2008     | Joël Plaideau                          |           |         |
| mars 2008                                | mars 2014     | Brigitte Thorez                        |           |         |
| mars 2014                                | en cours      | Yannick Bouthière                      |           |         |
| Les données manquantes sont à compléter. |               |                                        |           |         |

## Démographie
L'évolution du nombre d'habitants est connue à travers les recensements de la population effectués dans la commune depuis 1793. Pour les communes de moins de 10 000 habitants, une enquête de recensement portant sur toute la population est réalisée tous les cinq ans, les populations de référence des années intermédiaires étant quant à elles estimées par interpolation ou extrapolation. Pour la commune, le premier recensement exhaustif entrant dans le cadre du nouveau dispositif a été réalisé en 2004.

En 2022, la commune comptait 207 habitants, en évolution de −12,66 % par rapport à 2016 (Saône-et-Loire : −1,06 %, France hors Mayotte : +2,11 %).
| 1793 | 1800 | 1806 | 1821 | 1831 | 1836 | 1841 | 1846 | 1851 |
| ---- | ---- | ---- | ---- | ---- | ---- | ---- | ---- | ---- |
| 697  | 639  | 607  | 846  | 854  | 887  | 853  | 891  | 940  |

| 1856 | 1861 | 1866 | 1872 | 1876 | 1881 | 1886  | 1891  | 1896  |
| ---- | ---- | ---- | ---- | ---- | ---- | ----- | ----- | ----- |
| 905  | 866  | 875  | 898  | 912  | 963  | 1 024 | 1 039 | 1 061 |

| 1901  | 1906 | 1911 | 1921 | 1926 | 1931 | 1936 | 1946 | 1954 |
| ----- | ---- | ---- | ---- | ---- | ---- | ---- | ---- | ---- |
| 1 018 | 903  | 827  | 709  | 686  | 649  | 593  | 561  | 482  |

| 1962 | 1968 | 1975 | 1982 | 1990 | 1999 | 2004 | 2006 | 2009 |
| ---- | ---- | ---- | ---- | ---- | ---- | ---- | ---- | ---- |
| 411  | 373  | 305  | 293  | 274  | 227  | 268  | 272  | 248  |

| 2014 | 2019 | 2022 | - | - | - | - | - | - |
| ---- | ---- | ---- | - | - | - | - | - | - |
| 239  | 215  | 207  | - | - | - | - | - | - |

## Culte
La Tagnière relève de la paroisse Sainte-Jeanne de Chantal, qui regroupe seize villages et a son siège à Étang-sur-Arroux.

## Culture locale et patrimoine

### Lieux et monuments

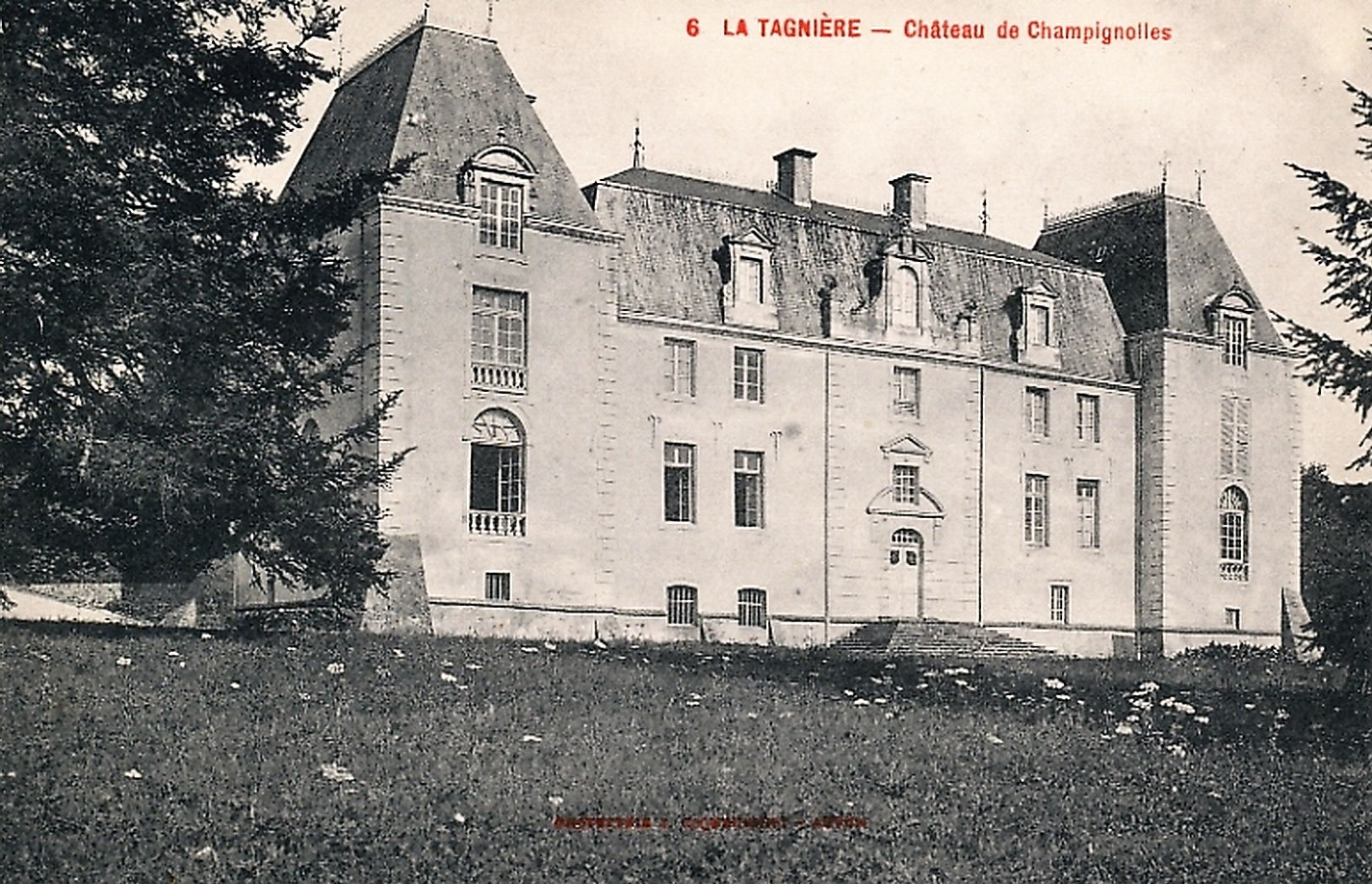
Château de Champignolle.

Sont à voir sur le territoire de La Tagnière :
- l'église Saint-André, qui est « de structure romane, à abside empâtée comme à Mesvres, [avec] chapelles latérales du XVIe siècle et riche mobilier sculpté » (Raymond Oursel)[20] et se compose d'une large nef couverte d'un berceau moderne prolongée par le chœur, sans transept débordant (au nord et au sud de la nef s'ouvrent, par des arcades en plein cintre, des chapelles latérales datant du XVIe siècle)[21] ;
- sur la place de l’Église : une croix en pierre (XIXe siècle) et le presbytère (du XVIIIe siècle) ;
- sur la place principale du village : à l'est, une tour quadrangulaire (XVIe siècle) et, au nord, une ancienne auberge du XVIIIe siècle (sur sa façade se devine l'inscription : « On loge à pied et à cheval ») ;
- le château de Bussière ;
- le château de Champignolle ;
- le château de Trélague.

### Héraldique
| Blason de Tagnière (La) | Blason  | Écartelé au 1) de gueules aux trois bandes d'argent, au 2) d'azur à la tour d'argent, au 3) de sinople au rocher de sable, au 4) de sable à la bande d'argent chargée d'un poisson du champ accosté de deux écrevisses du même, accompagnée en chef d’une tête de cerf aussi d'argent et en pointe d'une tête de bœuf du même. |
| Blason de Tagnière (La) | Détails | Le statut officiel du blason reste à déterminer. |

## Pour approfondir

### Jumelage
- Collalto Sabino (Italie)